# Чемпионат мира по биатлону 2023
Чемпионат мира по биатлону 2023 — 56-й чемпионат мира по биатлону, который прошёл в Оберхофе, Германия с 8 по 19 февраля 2023 года.

## Общая информация
Оберхоф принимал чемпионат мира 2004 года, это был второй чемпионат мира по биатлону в данном месте. Последний чемпионат мира по биатлону в Германии проходил в Рупольдинге в 2012 году. Впервые с 1993 года чемпионат мира не являлся частью Кубка мира по биатлону.
В 2022 году чемпионат мира по биатлону не проводился из-за состоявшихся в Пекине зимних Олимпийских игр.
Первоначально Оберхоф подал заявку на проведение чемпионата мира 2020 года, вопрос рассматривался на Конгрессе Международного союза биатлонистов (IBU) в 2016 году в Кишинёве, но заявка получила только четыре голоса. На 2021 год федерация лыжного спорта Германии не подавала заявку из-за того, что чемпионат мира по лыжным видам спорта должен был быть проведён в Оберстдорфе. На следующем конгрессе IBU в Порече 9 сентября 2018 года Оберхоф победил чешское Нове-Место-на-Мораве. В пользу Германии было подано 28 голосов, а за Чехию только 21 голос.

## Арена соревнований
| Оберхоф лыжный стадион |
| ---------------------- |
|                        |

## Участники соревнований
Было зарегистрировано 308 спортсменов (164 мужчины и 144 женщины) из 37 национальных команд. Наибольшее количество участников представляли Германию, Норвегию и Швецию (по 16 человек в команде), а 7 стран были представлены только одним участником. Подавляющее число спортсменов было из европейских стран (250 человек из 27 команд), 31 спортсмен являлись членам пяти азиатских сборных (Казахстан, Япония, Китай, Южная Корея), 25 человек приехало из Северной Америки (США, Канада, Гренландия) и двое — из Австралии и Новой Зеландии.

## Медальный зачёт
*   Принимающая страна (Германия)
| Место          | Страна         | Золото | Серебро | Бронза | Всего |
| -------------- | -------------- | ------ | ------- | ------ | ----- |
| 1              | Норвегия       | 5      | 5       | 3      | 13    |
| 2              | Швеция         | 3      | 3       | 5      | 11    |
| 3              | Франция        | 2      | 0       | 2      | 4     |
| 4              | Германия*      | 1      | 2       | 0      | 3     |
| 5              | Италия         | 1      | 1       | 2      | 4     |
| 6              | Австрия        | 0      | 1       | 0      | 1     |
| Всего стран: 6 | Всего стран: 6 | 12     | 12      | 12     | 36    |

## Расписание
| Дата       | Время (мст) | Дисциплина                            |
| ---------- | ----------- | ------------------------------------- |
| 8 февраля  | 14:45       | Смешанная эстафета 4х6 км.            |
| 10 февраля | 14:30       | Спринт. Женщины 7,5 км.               |
| 11 февраля | 14:30       | Спринт. Мужчины 10 км.                |
| 12 февраля | 13:25       | Гонка преследования. Женщины 10 км.   |
| 12 февраля | 15:30       | Гонка преследования. Мужчины 12,5 км. |
| 14 февраля | 14:30       | Индивидуальная гонка. Мужчины 20 км.  |
| 15 февраля | 14:30       | Индивидуальная гонка. Женщины 15 км.  |
| 16 февраля | 15:10       | Одиночная смешанная эстафета.         |
| 18 февраля | 11:45       | Эстафета. Женщины 4х6 км.             |
| 18 февраля | 15:00       | Эстафета. Мужчины 4х7,5 км.           |
| 19 февраля | 12:30       | Масс-старт. Мужчины 15 км             |
| 19 февраля | 15:15       | Масс-старт. Женщины 12,5 км           |

## Медалисты

### Мужчины
| Дисциплина                                | Золото                                                               | Золото                                                    | Серебро                                                                      | Серебро                                   | Бронза                                                                    | Бронза                                                  |
| ----------------------------------------- | -------------------------------------------------------------------- | --------------------------------------------------------- | ---------------------------------------------------------------------------- | ----------------------------------------- | ------------------------------------------------------------------------- | ------------------------------------------------------- |
| Спринт 10 км см. подробнее                | Йоханнес Тиннес Бё · Норвегия                                        | 23:21.7 (1+0)                                             | Тарьей Бё · Норвегия                                                         | +14.8 (0+0)                               | Стурла Холм Легрейд · Норвегия                                            | +39.9 (0+1)                                             |
| Гонка преследования 12,5 км см. подробнее | Йоханнес Тиннес Бё · Норвегия                                        | 33:34.5 (0+0+0+0)                                         | Стурла Холм Легрейд · Норвегия                                               | +1:11.2 (0+1+0+0)                         | Себастьян Самуэльссон · Швеция                                            | +1:54.1 (0+0+0+2)                                       |
| Индивидуальная гонка 20 км см. подробнее  | Йоханнес Тиннес Бё · Норвегия                                        | 49:57.5 (0+1+1+0)                                         | Стурла Холм Легрейд · Норвегия                                               | +1:10.7 (0+0+0+1)                         | Себастьян Самуэльссон · Швеция                                            | +1:11.1 (0+0+1+0)                                       |
| Масс-старт 15 км см. подробнее            | Себастьян Самуэльссон · Швеция                                       | 36:42.8 (0+0+0+0)                                         | Мартин Понсилуома · Швеция                                                   | +10,6 (0+1+1+0)                           | Йоханнес Тиннес Бё · Норвегия                                             | +38,8 (1+1+0+1)                                         |
| Эстафета 4×7,5 км см. подробнее           | Франция Антонен Гигонна Фабьен Клод Эмильен Жаклен Кантен Фийон Майе | 1:21:48,8 (0+0) (0+2) (0+1) (0+2) (0+0) (1+3) (0+1) (0+0) | Норвегия Ветле Шостад Кристиансен Тарьей Бё Стурла Хольм Легрейд Йоханнес Бё | +38.8 (0+2) (0+3) (0+0) (1+3) (0+3) (0+0) | Швеция Пеппе Фемлинг Мартин Понсилуома Йеспер Нелин Себастьян Самуэльссон | +1:39.9 (0+1) (1+3) (0+2) (0+1) (0+1) (0+1) (0+3) (0+1) |

### Женщины
| Дисциплина                               | Золото                                                              | Золото                                        | Серебро                                                               | Серебро                                               | Бронза                                                       | Бронза                                                |
| ---------------------------------------- | ------------------------------------------------------------------- | --------------------------------------------- | --------------------------------------------------------------------- | ----------------------------------------------------- | ------------------------------------------------------------ | ----------------------------------------------------- |
| Спринт 7,5 км см. подробнее              | Дениз Херрман-Вик · Германия                                        | 21:19.7 (0+0)                                 | Ханна Эберг · Швеция                                                  | +2.2 (0+0)                                            | Линн Перссон · Швеция                                        | +26.2 (0+0)                                           |
| Гонка преследования 10 км см. подробнее  | Жюлья Симон · Франция                                               | 32:00.8 (0+0+0+1)                             | Дениз Херрман-Вик · Германия                                          | +27.0 (1+0+1+2)                                       | Марте Олсбю-Ройселанн · Норвегия                             | +37.7 (1+1+1+0)                                       |
| Индивидуальная гонка 15 км см. подробнее | Ханна Эберг · Швеция                                                | 43:36.1 (1+0+0+0)                             | Линн Перссон · Швеция                                                 | +10.3 (0+0+0+0)                                       | Лиза Виттоцци · Италия                                       | +28.0 (0+0+0+1)                                       |
| Масс-старт 12,5 км см. подробнее         | Ханна Эберг · Швеция                                                | 36:48.0 (1+1+0+0)                             | Ингрид Тандревольд · Норвегия                                         | +4.8 (0+1+0+0)                                        | Жюлья Симон · Франция                                        | +20.8 (1+1+0+1)                                       |
| Эстафета 4×6 км см. подробнее            | Италия Самуэла Комола Доротея Вирер Ханна Аухенталлер Лиза Виттоцци | 1:14:39.7 (0+0) (0+0) (0+0) (0+1) (0+0) (0+0) | Германия Ванесса Фойгт Ханна Кебингер София Шнайдер Дениз Херрман-Вик | +24.7 (0+0) (0+0) (0+2) (0+0) (0+1) (0+2) (0+0) (0+1) | Швеция Линн Перссон Анна Магнуссон Эльвира Эберг Ханна Эберг | +55.7 (0+2) (0+0) (0+1) (2+3) (0+1) (0+2) (0+2) (0+0) |

### Смешанные эстафеты
| Дисциплина                                          | Золото                                                                                   | Золото                                                    | Серебро                                                           | Серебро                                   | Бронза                                                                  | Бронза                                    |
| --------------------------------------------------- | ---------------------------------------------------------------------------------------- | --------------------------------------------------------- | ----------------------------------------------------------------- | ----------------------------------------- | ----------------------------------------------------------------------- | ----------------------------------------- |
| Смешанная эстафета 4×6 км см. подробнее             | Норвегия Ингрид Тандревольд Марте Олсбю-Ройселанн Стурла Холм Легрейд Йоханнес Тиннес Бё | 1:04:41.0 (0+0) (1+3) (0+0) (0+2) (0+0) (0+0) (0+3) (0+1) | Италия Лиза Виттоцци Доротея Вирер Дидье Бионаз Томмазо Джакомель | +12.5 (0+0) (0+1) (0+1) (0+2) (0+0) (0+1) | Франция Жюлья Симон Анаис Шевалье-Буше Эмильен Жаклен Кантен Фийон Майе | +55.9 (0+1) (0+0) (0+2) (0+2) (0+3) (0+0) |
| Одиночная смешанная эстафета 6+7,5 км см. подробнее | Норвегия Марте Олсбю-Ройселанн Йоханнес Тиннес Бё                                        | 35:37.1                                                   | Австрия Лиза Тереза Хаузер Давид Коматц                           | +13.8                                     | Италия Лиза Виттоцци Томмазо Джакомель                                  | +51.0                                     |